# Micropterix schaefferi
Micropterix schaefferi és una espècie d'arna de la família Micropterigidae. Va ser descrita per Heath, l'any 1975.
Aquesta espècie es pot trobar a França, Còrsega, Itàlia, Bèlgica, Països Baixos, Alemanya, Suïssa, Àustria, Hongria, República Txeca, Bulgària, Dinamarca i Polònia.